# 小行星25695
小行星25695（25695 Eileenjang）是一颗绕太阳运转的小行星，为主小行星带小行星。该小行星于2000年1月发现。

## 轨道参数
小行星25695的轨道半长轴为443 728 545 km（2.9660999 UA），离心率为0.043。